# James Winchester

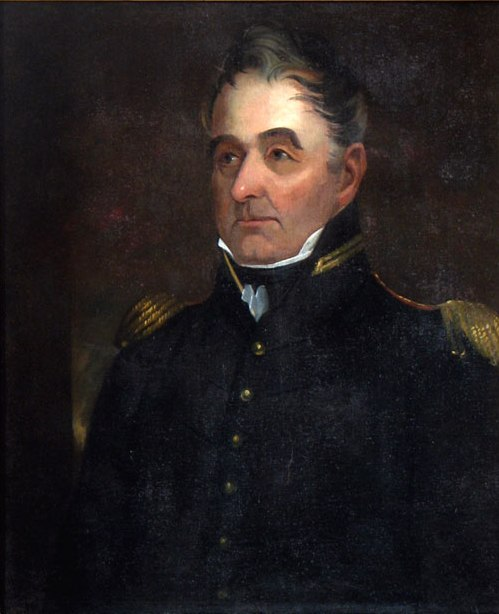
James Winchester

James Winchester (* 26. Februar 1752 im Carroll County, Provinz Maryland; † 26. Juli 1826 in Gallatin, Tennessee) war ein Offizier im Amerikanischen Unabhängigkeitskrieg und ein Brigadegeneral der United States Army während des Krieges von 1812. Er kommandierte die amerikanischen Truppen in der Schlacht von Frenchtown, die zum sogenannten Massaker vom River Raisin führte. Winchester war auch als Politiker tätig.

## Frühes Leben
Geboren im Carroll County im heutigen Bundesstaat Maryland, trug sich Winchester in die Miliz von Maryland während der amerikanischen Revolution ein. Er diente in General Hugh Mercers Flying Camp Battalion während der ersten Monate des Unabhängigkeitskrieges. Die Briten nahmen ihn gefangen, als General John Sullivan beim Angriff auf Staten Island am 22. August 1777 scheiterte.
Im Rahmen eines Gefangenenaustauschs kehrte Winchester im Mai 1778 in die Freiheit zurück. Er wurde zum Lieutenant im 3rd Maryland Regiment befördert. Bei der Kapitulation von Charlestown (heutige Schreibweise: Charleston) am 12. Mai 1780 wurde er erneut gefangen genommen. Im Dezember wurde er freigelassen. Er wurde zum Captain befördert. Er diente den Rest des Krieges unter General Nathanael Greene.

## Leben in Tennessee
1785 zog Winchester in die Gegend, die heute im Zentrum Tennessees liegt. Damals war dieses Gebiet Grenzdistrikt North Carolinas. Er wurde Miliz-Offizier und zum Brigadier General befördert. Nach Tennessees Beitritt zur Union 1796 wurde Winchester in das erste Parlament Tennessees (Tennessee General Assembly) gewählt. Er saß im Staatssenat und war von 1796 bis 1797 dessen Speaker. 1802 stellte er seine Plantage Cragfont fertig.

## Krieg von 1812
Im März 1812, drei Monate vor dem Krieg gegen die Briten, wurde Winchester zum Brigadegeneral der United States Army ernannt. Als der Krieg begann, wurde ihm das Kommando über die Nordwestliche Armee übertragen. Diese Armee lagerte in der Nähe Cincinnatis. Es kam zum Konflikt über die Führung und General William Henry Harrison übernahm den Befehl über Winchesters Truppen beim Feldzug gegen Fort Wayne. Die Armeeführung bestätigte zwar Winchesters Eignung im September, aber dennoch musste er sich Harrison unterordnen, als dieser zum Major General ernannt wurde.
Beim Angriff kommandierte Winchester einen Teil der Armee unter Harrison. Nach etlichen Scharmützeln mit Briten und Indianern lagerte er bei den Maumee Rapids (im heutigen Toledo, Ohio) im Dezember 1812.

## River-Raisin-Massaker
Anfang 1813 nahm Winchester an dem Versuch teil, Frenchtown Charter Township, Michigan, (das heutige Monroe, Michigan) zurückzuerobern. Am 18. Januar gelang ihm die Rückeroberung. Vier Tage später griffen ihn britisch-kanadisch-indianische Kräfte unter Col. Henry Procter an, was zur Schlacht von Frenchtown führte. Winchester wurde von Wyandot-Häuptling Roundhead gefangen genommen. Er stimmte einer Teilkapitulation zu, gegen die Zusicherung der Unversehrtheit seiner Männer. Trotz der Zusicherung töteten mit den Briten verbündete Indianer 68 schwer verwundete Amerikaner im sogenannten Massaker am River Raisin.
Winchester war in Kanada mehr als ein Jahr lang inhaftiert. Im Rahmen eines Gefangenenaustauschs kehrte er in die Freiheit zurück und kommandierte danach den Distrikt von Mobile. Im März 1815 kehrte er nach Tennessee zurück.

## Nachkriegszeit
1819 diente Winchester in der staatlichen Kommission zur Regulierung der Tennessee-Missouri-Grenze. Zusammen mit Andrew Jackson und John Overton gründete er die Stadt Memphis am 22. Mai 1819.
Winchester starb in Gallatin im Alter von 74. Er liegt auf dem dortigen Winchester Cemetery begraben.